# Herzogiaria teres
Herzogiaria teres là một loài rêu tản trong họ Pseudolepicoleaceae. Loài này được (Stephani) Fulford ex Hässel de Menéndez miêu tả khoa học lần đầu tiên năm 1981.